# Henry Krips
Henry Krips, né Heinrich Josef Krips le 10 février 1912 à Vienne, alors en Autriche-Hongrie – mort le 25 janvier 1987 à Adélaïde, en Australie, est un chef d'orchestre et compositeur autrichien puis australien. Il est connu principalement pour avoir été pendant 23 ans (1949-1972) le chef d’orchestre de l'Orchestre symphonique d'Adélaïde. Il a fait connaître l’œuvre de Gustav Mahler en Australie. Le chef d’orchestre Josef Krips était son frère.

## Biographie
Henry Krips est né à Vienne en 1912 sous le nom de Heinrich Josef Krips. Son frère est le chef d'orchestre Josef Krips. Son père est d’origine juive, converti au catholicisme, sa mère est catholique. Il étudie au conservatoire de Vienne et débute en 1932 au Burgtheater. Après l’Anschluss de 1938, alors que son frère quitte Vienne pour Belgrade, Heinrich Krips émigre en Australie. Il y crée la Krips-de Vries Opera Company et est également directeur musical du Ballet Kirsova à Sydney en 1941. Il est naturalisé en 1944 et change son prénom en Henry.
À partir de 1947 Krips travaille pour la Australian Broadcasting Corporation. Il est le chef d’orchestre du West Australian Symphony Orchestra (Perth) de 1948 à 1972 et chef d’orchestre du South Australian Symphony Orchestra (Adélaïde) de 1949 à 1972. Il joue un rôle important dans la vie musicale en Australie et en Nouvelle-Zélande pendant plus de 20 ans. En 1955 Alfred Hill dédie à Krips sa Symphonie no 4.
Henry Krips est également compositeur. Il écrit la musique du film australien Sons of Matthew (en) (1949). En 1951 une compétition pour un nouvel hymne national pour célébrer le jubilé de la fédération de l'Australie est organisée. L’œuvre de Krips This Land of Mine remporte la compétition mais n’est pas retenue. Il compose aussi des opéras, des ballets, des mélodies et des œuvres instrumentales, y compris la musique du dessin animé Waltzing Matilda.
En 1972 il s’installe à Londres, où il est chef d’orchestre invité du Sadler's Wells Opera de 1967, et dirige quelques concerts. Ses concerts de Johann Strauss et Franz Lehár sont remarqués.
Henry Krips meurt à Adélaïde en 1987.

## Œuvres
Musiques de film
- Gone to the Dogs (1939)
- Come up Smiling (1939)
- Dad Rudd, M.P. (1940)
- The Power and the Glory (1941)
- Sons of Matthew (1949)